# Vladimir Arnold
Vladimir Igorevich Arnold (em russo:  Влади́мир И́горевич Арно́льд; Odessa, 12 de junho de 1937 — Paris, 3 de junho de 2010) foi um matemático russo.
Além do teorema de Kolmogorov–Arnold–Moser, que diz respeito à estabilidade de sistemas hamiltonianos integrais, teve contribuições importantes em várias áreas, entre elas: teoria dos sistemas dinâmicos, teoria das catástrofes, topologia, geometria algébrica, mecânica clássica e teoria das singularidades, em uma longa carreira que continuou depois de seu primeiro resultado principal – a solução do décimo-terceiro problema de Hilbert em 1957.

## Primeiros anos
Vladimir Igorevich Arnold nasceu em 12 de junho de 1937 em Odessa, União Soviética. Seu pai, Igor Vladimirovich Arnold (1900–1948), era matemático. Sua mãe, Nina Alexandrovna Arnold (1909–1986, née Isakovich), uma historiadora da arte. Quando Arnold tinha 13 anos, um de seus tios, que era engenheiro, lhe falou sobre o cálculo e como ele podia ser usado para se entender alguns fenômenos físicos, isso contribuiu para desencadear seu interesse por matemática, e ele começou a estudar sozinho os livros de matemática que seu pai tinha deixado para ele, o que incluía algumas obras de Leonhard Euler e de Charles Hermite.
Quando aluno de Andrey Kolmogorov, na Universidade Estatal de Moscou, e ainda adolescente, Arnold mostrou, em 1957, que qualquer função contínua de múltiplas variáveis pode ser construída com um número finito de funções de duas variáveis, e assim resolveu o décimo-terceiro problema de Hilbert.

## Contribuições para a Matemática

### Topologia
De acordo com Victor Vassiliev, Arnold "trabalhou comparativamente pouco em topologia por topologia ela mesma." E ele estava era mais motivado por problemas em outras áreas da matemática onde a topologia poderia ser útil. Suas contribuições incluem a invenção de uma forma topológica do teorema de Abel-Ruffini e o desenvolvimento inicial de algumas das idéias resultantes, um trabalho que resultou na criação do campo da teoria de Galois topológica na década de 1960.

## Sobre a educação de matemática
Em 1990, Arnold declarou: "Nos últimos 30 anos, o prestígio da matemática diminuiu em todos os países. Penso que os matemáticos foram parcialmente responsáveis por isso, principalmente Hilbert e Bourbaki, que proclamaram que o objetivo de sua ciência era a investigação de todos os corolários de sistemas de axiomas arbitrários."

## Obras
- Mathematical Methods of Classical Mechanics (Métodos matemáticos da mecânica clássica)
- Ordinary Differential Equations (Equações diferenciais ordinárias)
- Huygens and Barrow, Newton and Hooke
- Real Algebraic Geometry
- Lectures on Partial Differential Equations
- The Theory of Singularities and Its Applications